# Wonersh
Wonersh – wieś w Anglii, w hrabstwie Surrey, w dystrykcie Waverley. Leży 45 km na południowy zachód od centrum Londynu. Miejscowość liczy 3297 mieszkańców.